# Dactylocerca flavicollis
Dactylocerca flavicollis is een insectensoort uit de familie Anisembiidae, die tot de orde webspinners (Embioptera) behoort. De soort komt voor in Mexico (Zacatecas).
Dactylocerca flavicollis is voor het eerst wetenschappelijk beschreven door Ross in 1984.